# Гридь
Гридь (вживалося як збірне, однина — гри́день, гридь) — назва князівської дружини війська руської держави. Це слово може мати  скандинавське походження: його порівнюють з дав.-ісл. grið («служба у когось, право на притулок»). А може, слов'янське: наприклад, російський історик XIX століття С. О. Гедеонов вважав, що гридь походить від «гридниця», пов'язаним, на його думку, з дієсловом «гріти».
Гридями (гриднями) звичайно називали молодших воїнів на відміну від старших (бояр). Гриді несли військову службу і брали участь в управлінні князівським господарством. Окреме приміщення для зборів гриді в князівських хоромах називалося гридницею або гриднею.
У Стародавній Русі слова гридя, гридня, гридень означали князівського дружинника молодшої дружини. Гридь, гридьба, гриді — князівська молодша дружина. Термін як позначення всіх дружинників відомий лише за новгородськими джерелами й вживався лише в Новгороді. Невідомий у південній Русі, де замість нього вживався термін «бояри» для позначення старшої дружини.
Зі словом гридь пов'язані прізвища: Гридасов, Гридин, Гридін, Гриднєв, Гриднін, Гридунов. Цікаво, що ті самі слова Гридя, Гридін, Гридень, що ніяк не пов'язані з хрещальним іменем, використовувалися як зменшувальні від «Григорій»: приміром, Гриднєв Мєшай, дворецький казанського архієпископа, жив у 1565 році.